# Beatriz Bissio
Beatriz Juana Isabel Bissio Staricco Neiva Moreira (Montevidéu, 1950) é uma jornalista, historiadora e cientista política, nascida no Uruguai e naturalizada brasileira.
Foi casada com o jornalista e político José Guimarães Neiva Moreira (1917 - 2012).

## Biografia

### Carreira jornalística
Em 1974, na Argentina, Beatriz Bissio, Neiva Moreira e o cientista político Pablo Piacentini,  fundaram a revista Cadernos do Terceiro Mundo, que circulou até 2005. Em 1975, Beatriz passa seis meses na África, cobrindo, para diferentes meios de comunicação, as  guerras de Angola e Moçambique e o processo de independência dessas nações. Visita Madagascar, Tanzânia, Quênia, Etiópia, Somália e a República Popular do Congo e escreve numerosas matérias a respeito, em várias publicações latino-americanas.[carece de fontes?]Nos anos de 1977, 1978, 1979, 1981, 1984 e 1989 volta ao continente africano para fazer a cobertura da situação política de mais de 16 países - tanto da África Subsaariana quanto do Norte da África (Argélia, Tunísia e Líbia, em particular). Também visita o Oriente Médio, onde realiza a cobertura da guerra do Líbano, da luta do povo palestino pela criação de seu Estado e particularmente a situação nos territórios ocupados, a política israelense, os preâmbulos da guerra entre Irã e Iraque, as relações palestino-jordanianas, o papel desempenhado pela Síria, etc. Na década de 1990, ela volta à África e ao Oriente Médio. Visita o Iraque e viaja até a fronteira com o Kuwait pouco antes da invasão do emirado, que deu lugar à Guerra do Golfo.
Em março de 1991, Bissio participa do grupo fundador da revista Ecologia e Desenvolvimento, publicação ganhadora de vários prêmios.[carece de fontes?] Entre 1991 e 1992, será responsável pelo quadro "Ecologia e Desenvolvimento", no programa Opinião Pública, transmitido aos domingos, em rede nacional, pela TVE.[carece de fontes?]
Em 1995, ela vai a Pequim para fazer a cobertura da 4ª Conferência Mundial sobre a Mulher. Depois disso, permanece na China por mais um mês, fazendo reportagens para diferentes meios de comunicação.[carece de fontes?]
Foi a única jornalista latino-americana escolhida para fazer parte de um livro editado pela Universidade de Dayton (Ohio, USA) sobre a mulher na comunicação. O livro recolhe depoimentos de vinte jornalistas pelo mundo.[carece de fontes?]
Entre as personalidades entrevistadas por Beatriz Bissio ao longo de sua carreira, figuram: Fidel Castro, Yasser Arafat, Hugo Chávez, Saddam Hussein, Nelson Mandela, Agostinho Neto, José Eduardo dos Santos, Samora Machel, Graça Machel, Joaquim Chissano, Julius Nyerere, Raúl Alfonsín, Hussein da Jordânia, Seán MacBride, José Ramos-Horta, Xanana Gusmão, Robert Mugabe, Sam Nujoma, Muammar al-Gaddafi, Daniel Ortega, Tomás Borge, Velasco Alvarado, Omar Torrijos,  Líber Seregni, Siles Zuazo, Paz Zamora, Rigoberta Menchú, Eduardo Galeano, Mario Benedetti, Maurice Strong e Mercedes Sosa.

### Carreira acadêmica
Em 1968, ingressa no curso de graduação em Engenharia Química da Universidad de la República do Uruguai. Interrompe os estudos em 1973, para se dedicar à carreira jornalística.
Entre 2000 e 2003, obtém a graduação em Ciências Sociais pela Pontifícia Universidade Católica do Rio de Janeiro. Em 2008, obtém o título de doutor em História, pela Universidade Federal Fluminense, com a tese sobre Percepções do espaço no Medievo islâmico (século XIV) - O exemplo de ibne Caldune e ibne Batuta.
Em 2011 passa a integrar o corpo docente do departamento de Ciência Política do Instituto de Filosofia e Ciências Sociais (IFCS) da UFRJ, onde atualmente, ministra  duas disciplinas - uma eletiva, que trata do Oriente Médio e da África no século XX e no começo do século XXI, vinculando-os à temática da América Latina, e uma obrigatória: Introdução à Ciência Política. Coordena o Núcleo Interdisciplinar de Estudos sobre África, Ásia e as Relações Sul-Sul (NIEAAS), cuja linha de pesquisa prioritária  são os temas vinculados ao mundo africano e ao mundo árabe-islâmico do século XX e as relações entre a África, a Ásia e a América Latina. Os alunos vinculados ao NIEAAS estão desenvolvendo duas pesquisas: uma relativa à cobertura da mídia brasileira e internacional dos temas do Oriente Médio e Norte da África e outra sobre a cobertura feita pela revista Cadernos do Terceiro Mundo nos anos 1980 e 1990 do século XX sobre essas mesmas regiões.

## Publicações

### Livros publicados, organizados ou edições
- O mundo falava árabe. Rio de Janeiro: Civilização Brasileira, 2012.
- Uma viagem pela Idade Média - estudos Interdisciplinares (com Adriana Zierer).  São Luís: Editora UEMA, 2010. v. 1. 332 p.
- Miragens: arte islâmica no mundo contemporâneo (organização de catálogo da exposição, com Ania Rodriguez e  Rodolfo Athayde).  Rio de Janeiro: ARTE A  Produções / Centro Cultural do Banco do Brasil, 2010.  128 p.
- Fidel: O Futuro do Socialismo. Rio de Janeiro: Editora Terceiro Mundo, 1990. v. 1. 64 p.
- Os Cubanos na África (com   J. G. Neiva Moreira).  São Paulo: Global Editora e Distribuidora Ltda., 1979. 110 p.
- Modelo Peruano (com  J. G. Neiva Moreira).
  - Edição em português: Rio de Janeiro: Paz e Terra, 1975, 225 p.
  - Edição em espanhol: Buenos Aires: La Linea, 1974, 350 p.[9]

### Capítulos de livros publicados
- "Ibn Khaldun: Um sábio muçulmano sem herdeiros". In: Adriana Zierer; Ana Livia Bomfim Vieira; Márcia Manir M. Feitosa (org.). História antiga e medieval. Simbologias, influências e continuidades: cultura e poder. São Luís: Editora UEMA, 2011, v. , p. 169-186.